# UGC 8613
UGC 8613 = Arp 33 ist eine Balkenspiralgalaxie im Sternbild Jungfrau. Sie ist schätzungsweise 319 Millionen Lichtjahre von der Milchstraße entfernt.
Halton Arp gliederte seinen Katalog ungewöhnlicher Galaxien nach rein morphologischen Kriterien in Gruppen. Diese Galaxie gehört zu der Klasse Spiralgalaxien mit der Form eines Integralzeichens (Arp-Katalog). Diese Deformierung wurde wahrscheinlich durch die benachbarte Galaxie PGC 214126 verursacht.